# Artabrus
Artabrus is een geslacht van spinnen uit de familie springspinnen (Salticidae).

## Soorten
De volgende soorten zijn bij het geslacht ingedeeld:
- Artabrus erythrocephalus (C. L. Koch, 1846)